# 横田真理子
横田 真理子（よこた まりこ、1976年12月9日 - ）は、元NHK甲府放送局、元静岡朝日テレビの女性アナウンサー。気象予報士。

## 来歴
東京都出身。血液型はO型。メーカー勤務、NHK甲府放送局キャスターを経て、2009年に静岡朝日テレビに入社。翌2010年から2015年3月まで『とびっきり!しずおか』のMCを務めた。その後も株式会社舎鐘 長谷川玲子アナウンス事務所の提携アナウンサーとして静岡朝日テレビの番組に引き続き出演していた。
2016年4月より広島ホームテレビ『HOME Jステーション』に気象予報士として出演。
東京アナウンスセミナーの卒業生（社会人コース）。

## 現在の担当番組
- HOME Jステーション - 気象予報士（広島ホームテレビ、2016年4月4日 - ）

## 過去の担当番組
- ニュースフレッシュ山梨（NHK甲府放送局）
- Newsまるごと山梨（NHK甲府放送局）
- とびっきり!しずおか - MC（静岡朝日テレビ、2010年7月 - 2015年3月）
- たまごちゃん - MC（静岡朝日テレビ、2015年3月28日 - 2016年3月26日）
- 筧利夫のサタ☆ハピ!しずおか - 気象予報士（静岡朝日テレビ、2015年4月4日 - 2016年3月26日）

## 映画
- ドラえもん のび太と奇跡の島 〜アニマル アドベンチャー〜（東宝、2012年） - おすましちゃん 役（声の出演）